# Маленький человек, что же дальше?
«Маленький человек, что же дальше?» (другие варианты названия — «Что же дальше?», «Что же дальше, маленький человек?»; нем. Kleiner Mann – was nun?) — роман немецкого писателя Ганса Фаллады, впервые опубликованный в 1932 году. Стал международным бестселлером и принёс автору славу. Полный текст романа был опубликован в 2016 году.

## Сюжет
Роман рассказывает о жизни германских обывателей во время «Великой депрессии». Главный герой, Йоханнес Пинненберг, теряет работу и переезжает из провинции в Берлин, где ему приходится бороться за выживание своей семьи. Автор определил сюжет романа словами: «Один из шести миллионов, ничтожество, и то, как это ничтожество чувствует, размышляет и страдает». На страницах романа описание счастливого брака Йоханнеса соседствует с описанием его социальной деградации. Главный герой оказывается жертвой исторических процессов, которые не в состоянии понять.

## Публикация и восприятие
Роман был впервые опубликован в 1932 году, причём по настоянию издателя Фаллада сократил текст примерно на четверть (полный вариант увидел свет только в 2016 году). Книга, разрабатывающая проблематику «маленького человека», обрела огромную популярность и стала международным бестселлером: за год её переиздали в Германии 45 раз и перевели на 20 языков. Фаллада стал знаменитостью, на деньги, полученные за «Маленького человека», он смог купить дом с усадьбой на берегу озера. Правда, в 1933 году писателя обвинили в антинацистской деятельности из-за доноса; книгу изъяли из всех германских библиотек, существенную часть тиража сожгли в кострах.
Встречаются оценки «Маленького человека» как лучшего произведения Фаллады.
По мотивам романа было снято несколько фильмов с тем же названием:
- Kleiner Mann — was nun? (1933, Германия, режиссёр Фриц Вендхаузен);

- Little Man, What Now? (1934, США, режиссёр Фрэнк Борзейги;

- Kleiner Mann — was nun? 1967, ГДР, режиссёр Ханс-Йоахим Каспжик);

- Kleiner Mann — was nun? (1973, ФРГ, режиссёр Петер Цадек).